# Palthis
Palthis är ett släkte av fjärilar. Palthis ingår i familjen nattflyn.

## Bildgalleri

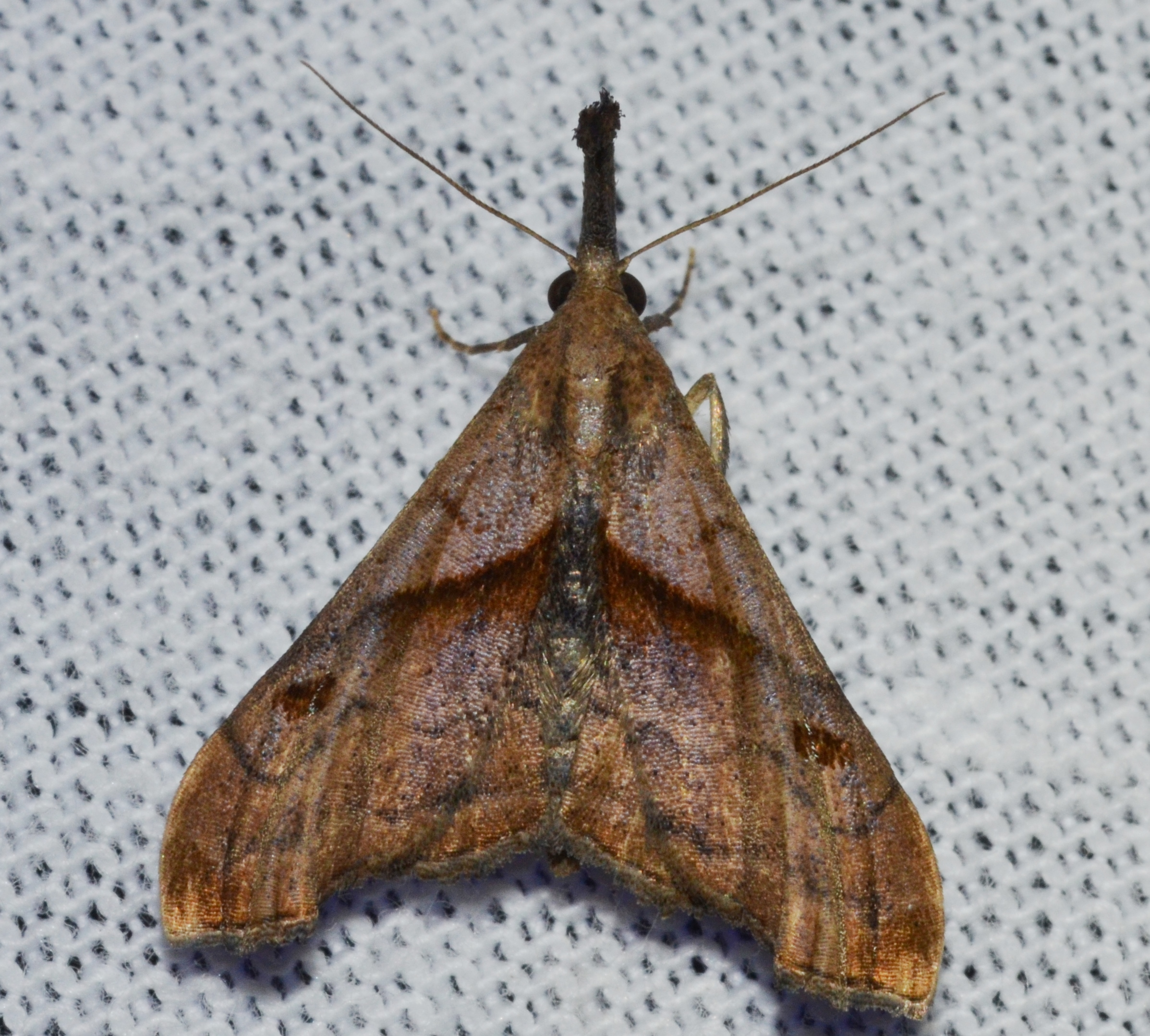
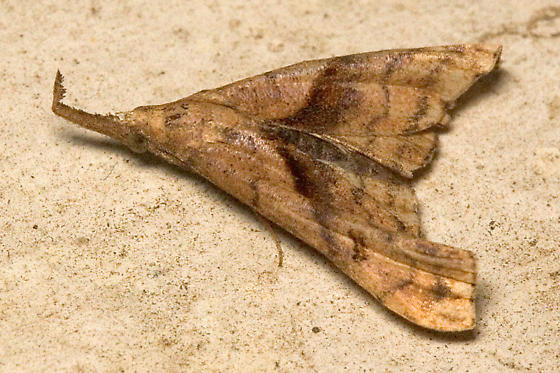
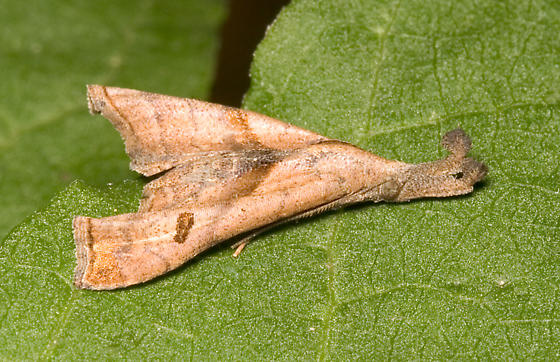
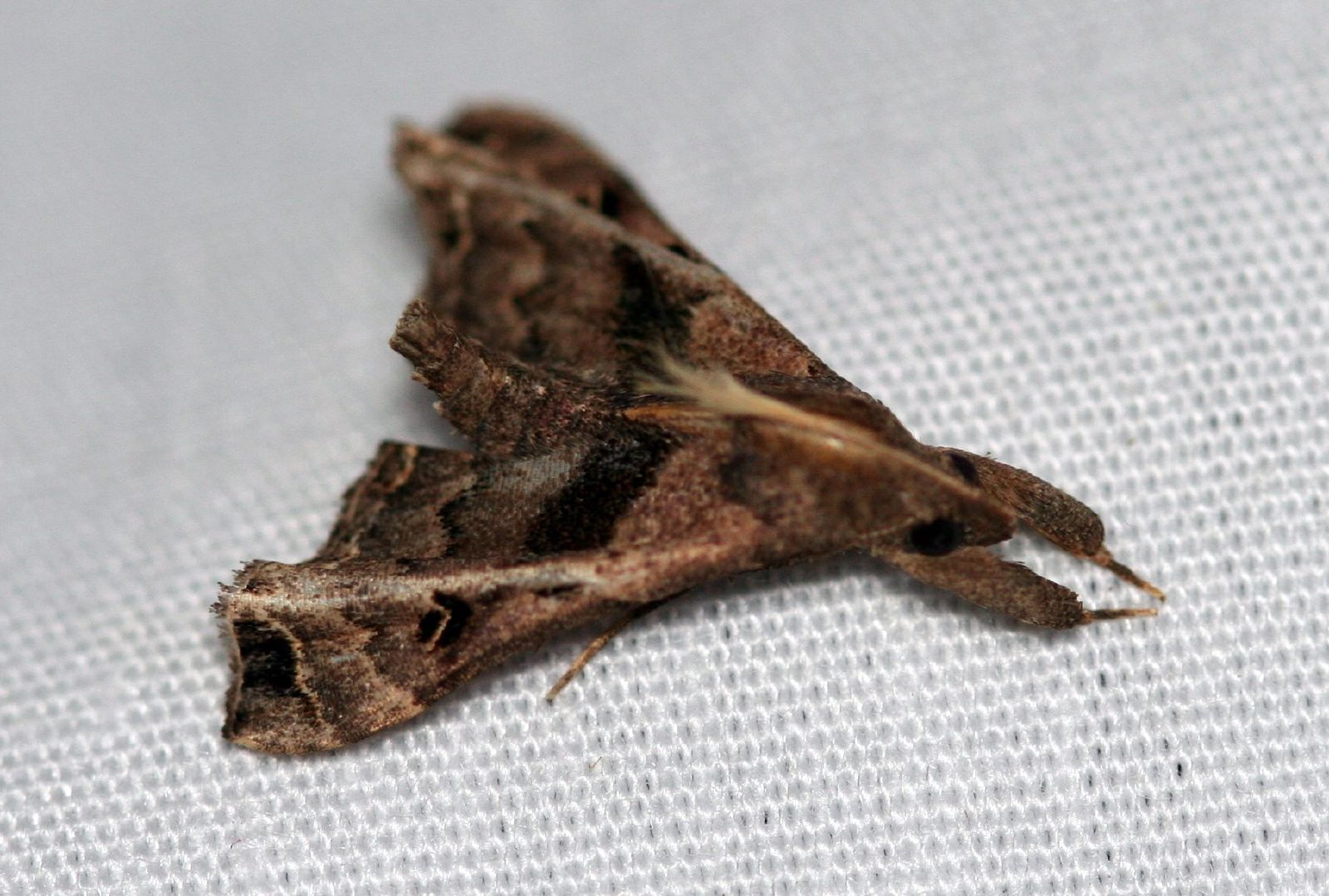

## Dottertaxa tillPalthis, i alfabetisk ordning[1]
- Palthis aeacalis
- Palthis agroteralis
- Palthis angulalis
- Palthis angustipennis
- Palthis aracinthusalis
- Palthis asopialis
- Palthis auca
- Palthis bizialis
- Palthis calcabilis
- Palthis calcalis
- Palthis callaoensis
- Palthis eubaealis
- Palthis heteropalpa
- Palthis hieronymus
- Palthis insignalis
- Palthis lineata
- Palthis misantlalis
- Palthis mophisalis
- Palthis obliqualis
- Palthis oconoguensis
- Palthis oneia
- Palthis phocionalis
- Palthis plagiata
- Palthis pulverosa
- Palthis sapucaya
- Palthis serapealis
- Palthis spectalis
- Palthis submarginata
- Palthis yuntasalis